# Trzy Wieże w Jokohamie
Trzy Wieże w Jokohamie (jap. 横浜三塔 Yokohama Santō) – grupa historycznych wież w porcie Jokohama, ich nazwy pochodzą od kart pokerowych: Król, キングの塔, The King), Królowa (クイーンの塔, The Queen) i Walet (ジャックの塔, The Jack). Trzy wieże są najlepiej widoczne z molo Ōsanbashi.

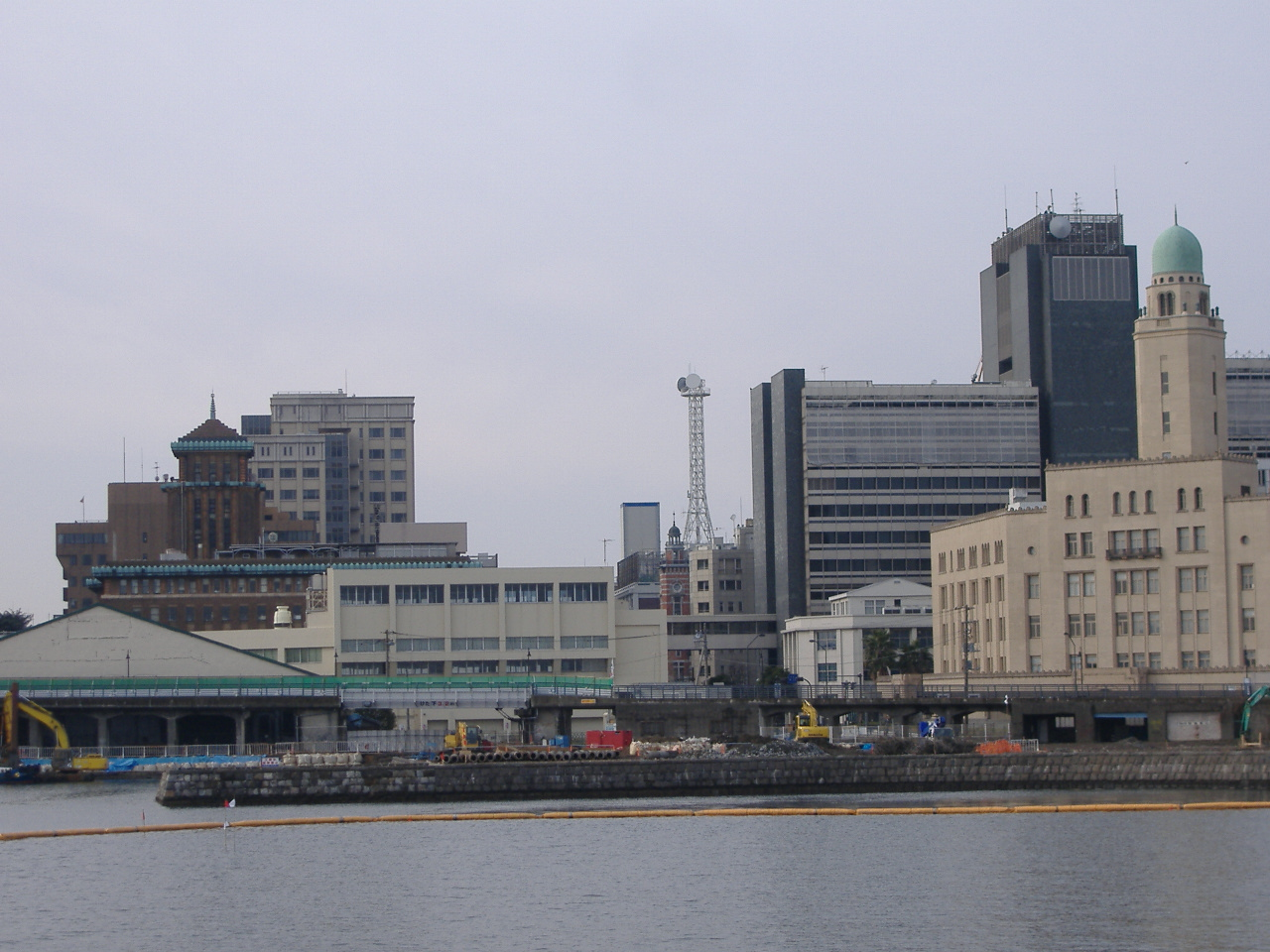
Trzy Wieże w Jokohamie widziane z Międzynarodowego Terminalu Pasażerskiego Ōsanbashi

Od 2007 roku w Jokohamie co roku 10 marca odbywa się „Dzień Trzech Wież”, który poświęcony jest ich historii.

## Wieże
- Budynek Biura Prefektury Kanagawa (Król)
- Budynek Urzędu Celnego w Jokohamie (Królowa)
- Budynek upamiętniający otwarcie portu w Jokohamie (Walet)

## Galeria

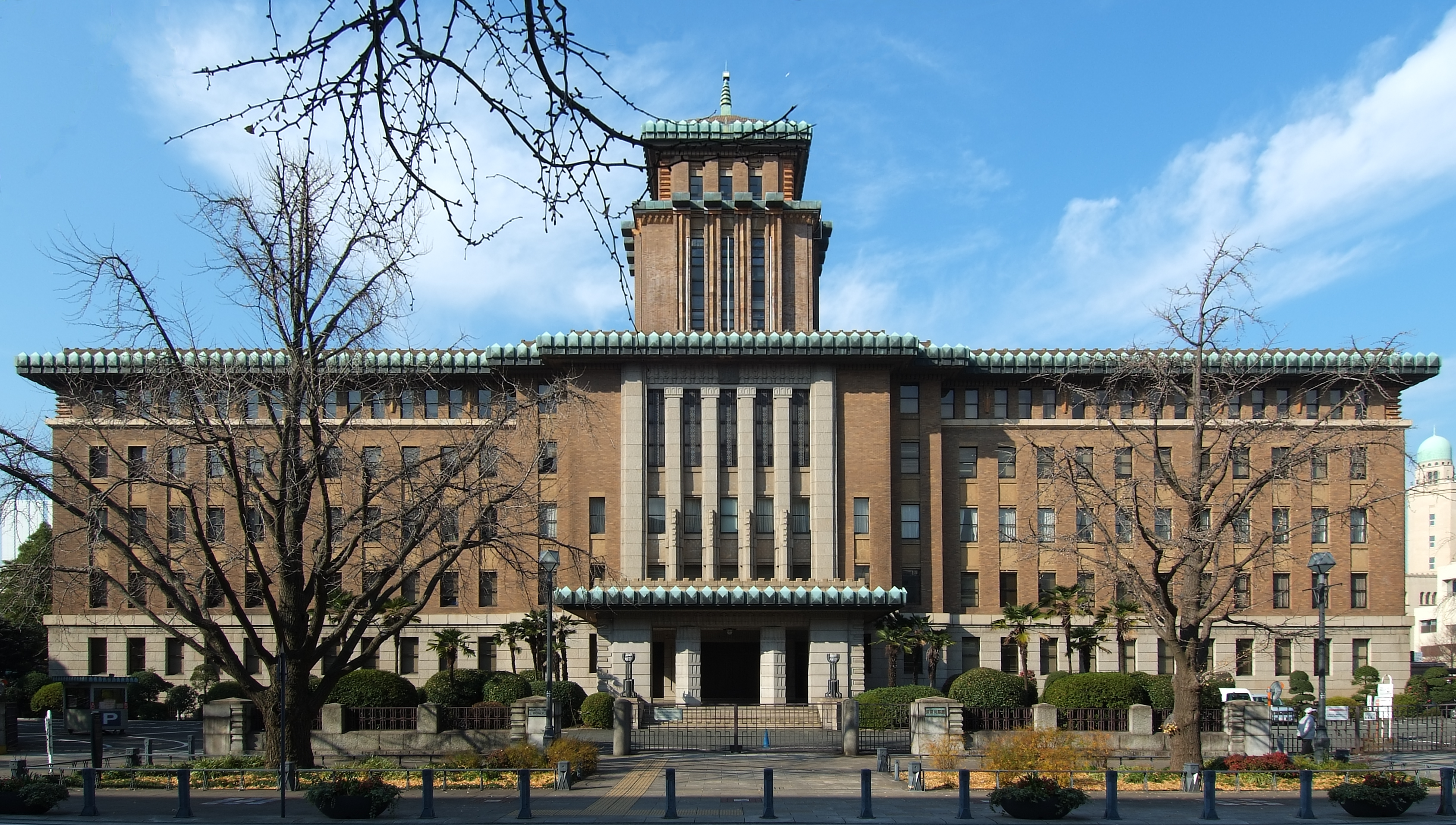
Biuro Prefektury Kanagawa
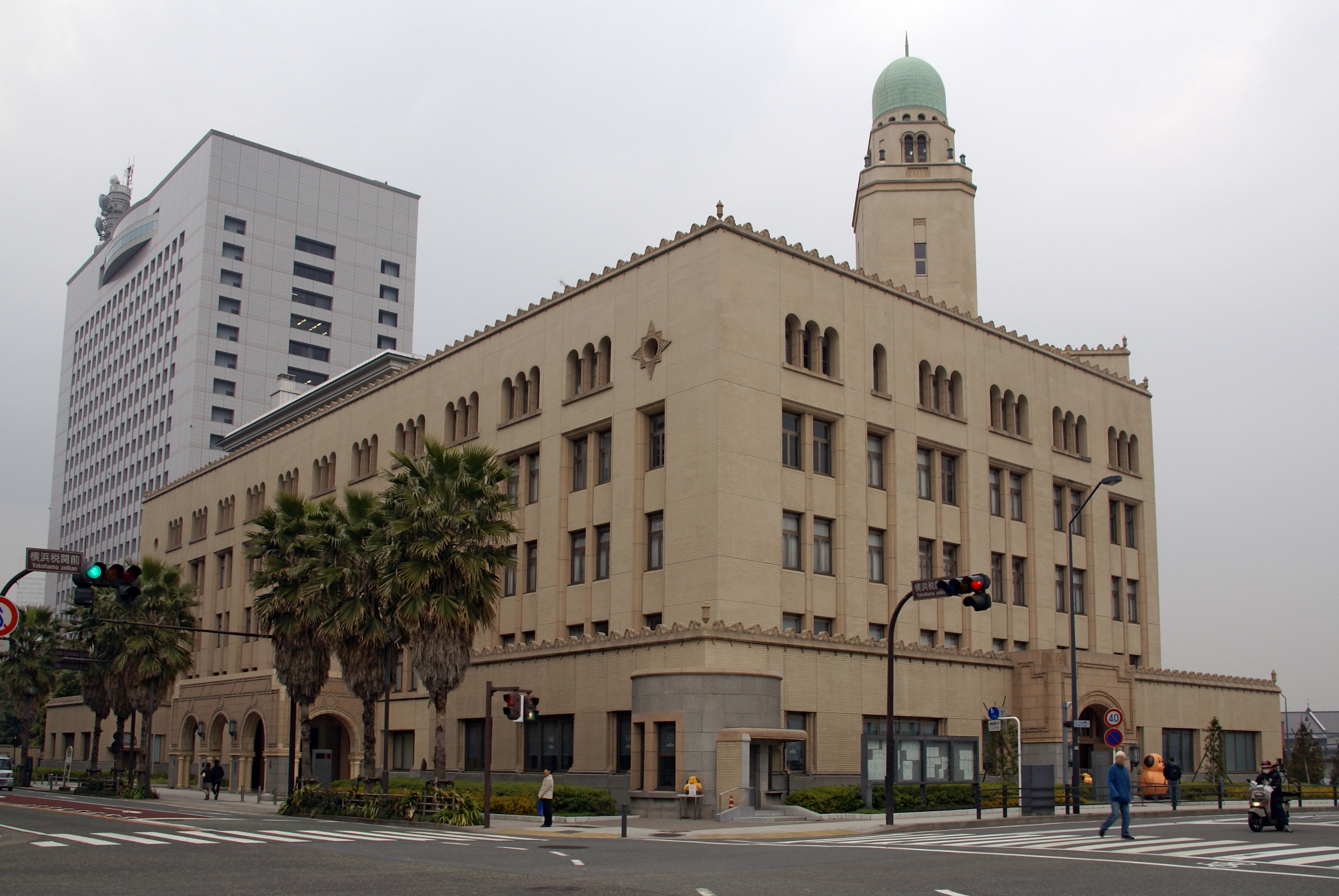
Urząd Celny w Jokohamie
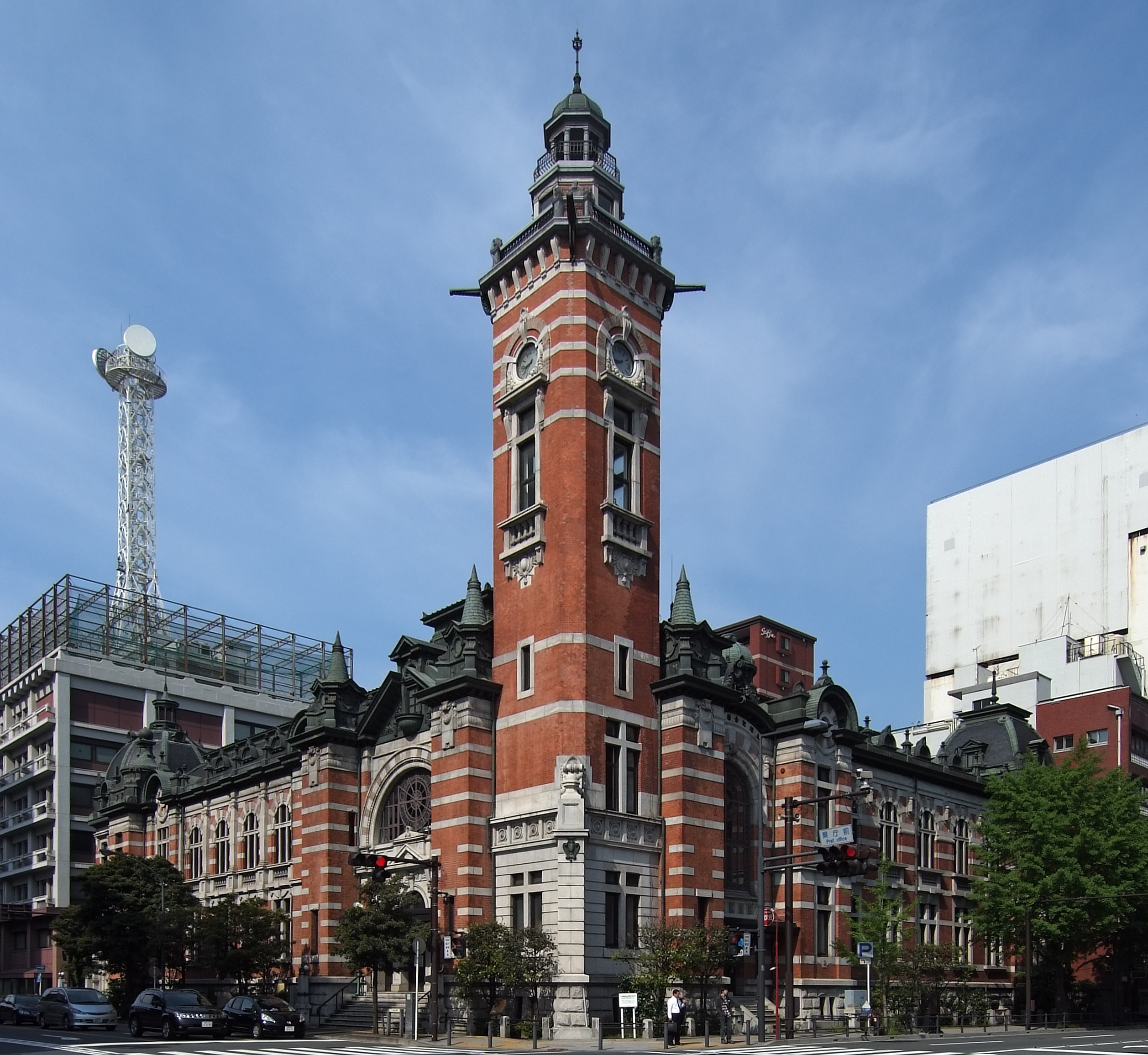
Hala upamiętniająca otwarcie portu w Jokohamie

## Legenda
Istnieje legenda, że jeśli udasz się do miejsca, z którego możesz zobaczyć trzy wieże w tym samym czasie, twoje życzenie się spełni. Pochodzenie tej legendy jest różne: niektórzy twierdzą, że zagraniczny żeglarz zobaczył wieże i jego życzenie się spełniło. Inni wierzą, że to szczęście zobaczyć trzy wieże, które przetrwały trzęsienia ziemi i naloty.